# Caan

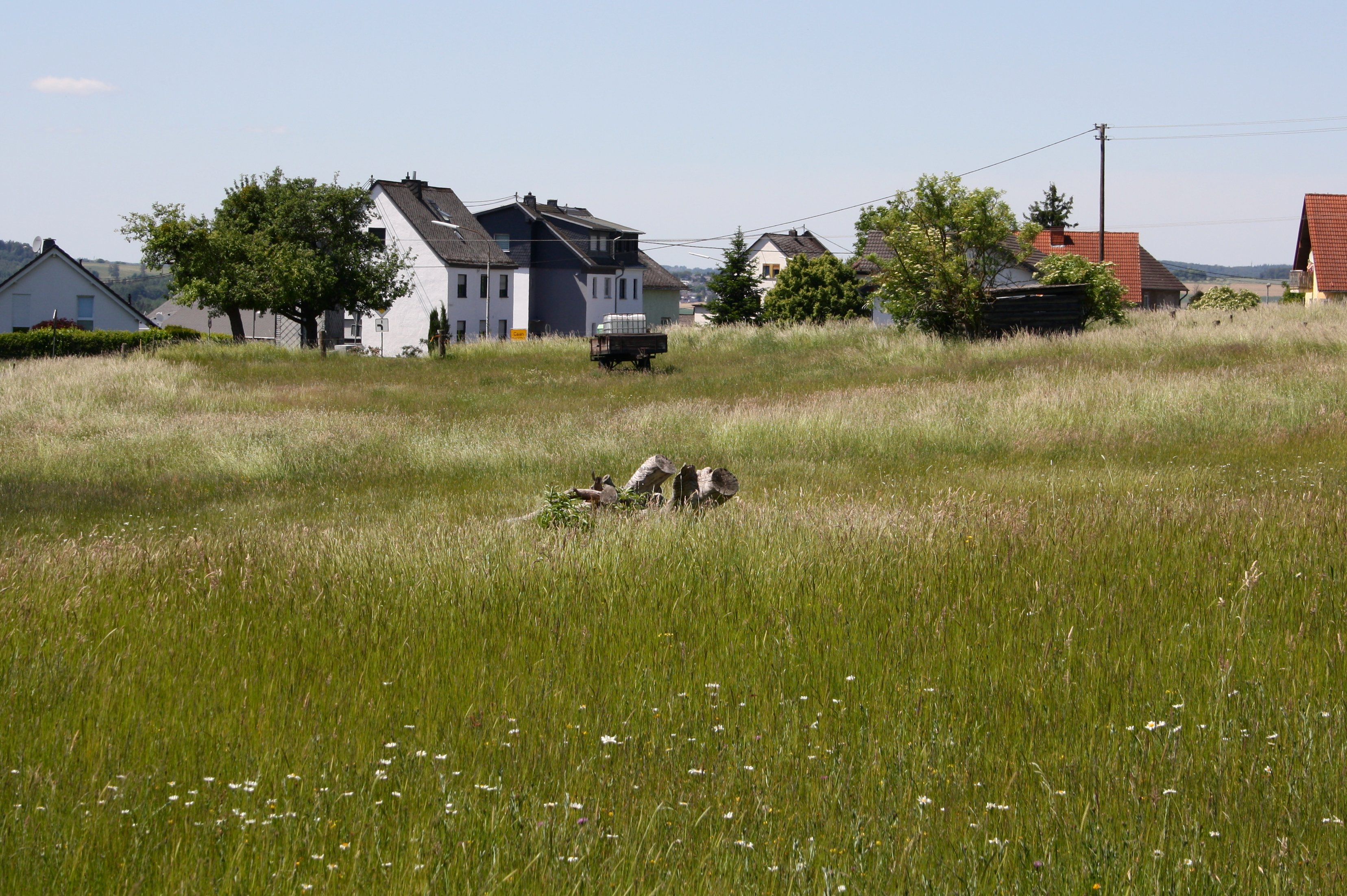
Caan (2020)

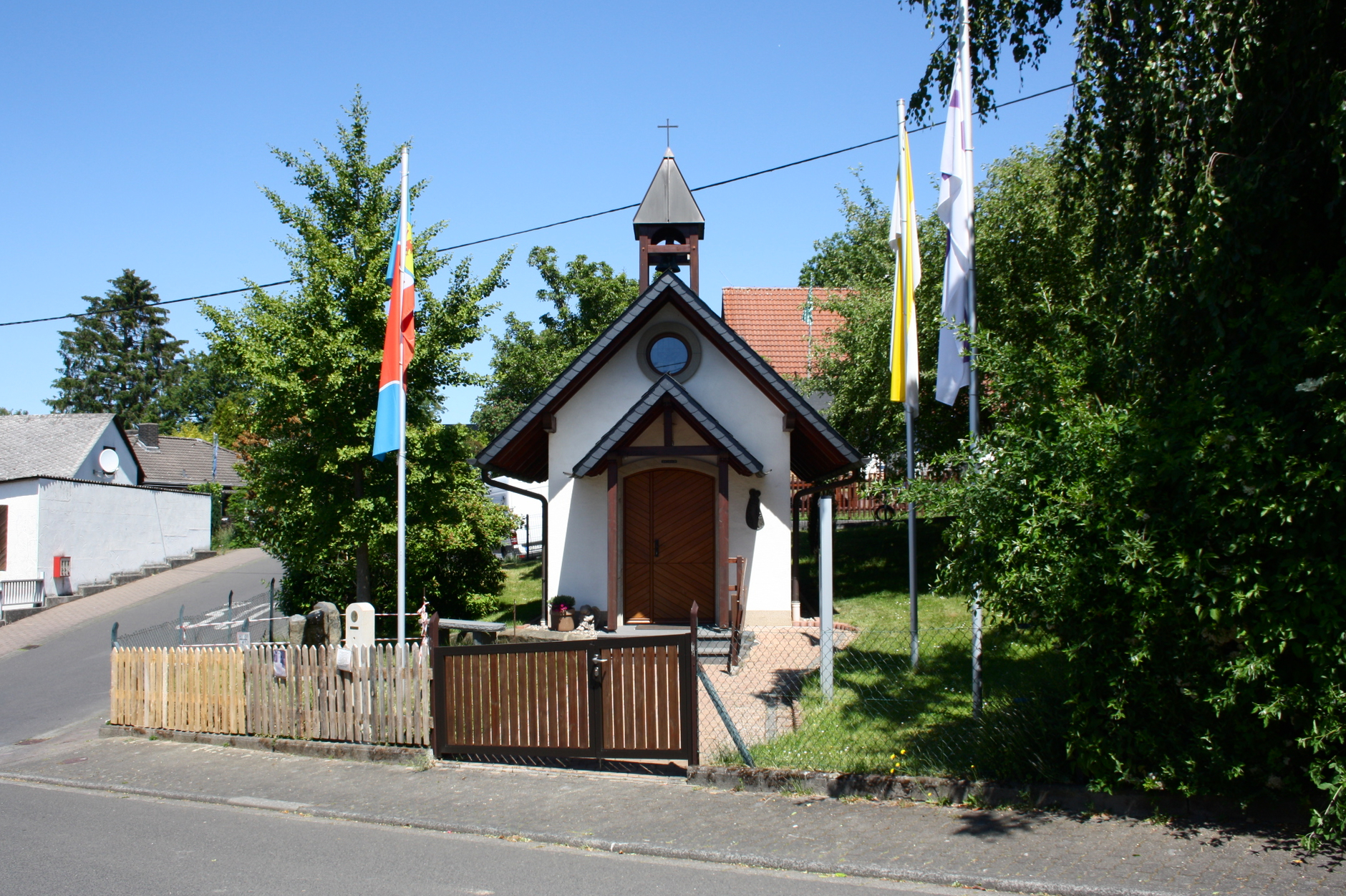
Die Marienkapelle in Caan

Caan ist eine Ortsgemeinde im Westerwaldkreis in Rheinland-Pfalz. Sie gehört der Verbandsgemeinde Ransbach-Baumbach an.

## Geographische Lage
Die Gemeinde liegt im Westerwald zwischen Koblenz und Siegen am Rande des Kannenbäckerlandes.

## Geschichte
Erste Erwähnung fand das Dorf im Jahr 1250.
Bis zur Umbenennung am 1. Januar 1975 trug Caan den Namenszusatz „(Unterwesterwaldkreis)“.
Bevölkerungsentwicklung
Die Entwicklung der Einwohnerzahl der Gemeinde Caan, die Werte von 1871 bis 1987 beruhen auf Volkszählungen:
| Jahr | Einwohner |
| 1815 | 122       |
| 1835 | 161       |
| 1871 | 174       |
| 1905 | 226       |
| 1939 | 244       |
| 1950 | 266       |

| Jahr | Einwohner |
| 1961 | 287       |
| 1970 | 361       |
| 1987 | 426       |
| 1997 | 588       |
| 2005 | 713       |
| 2023 | 694       |

## Politik

### Gemeinderat
Der Gemeinderat in Caan besteht aus zwölf Ratsmitgliedern, die bei der Kommunalwahl am 9. Juni 2024 in einer Mehrheitswahl gewählt wurden, und dem ehrenamtlichen Ortsbürgermeister als Vorsitzendem.

### Bürgermeister
André Mensch wurde am 1. Juli 2024 Ortsbürgermeister von Caan. Bei der Direktwahl am 9. Juni 2024 war er ohne Gegenkandidat mit 83,5 % der Stimmen für fünf Jahre gewählt worden.
Sein Vorgänger Roland Lorenz (CDU) hatte das Amt zehn Jahre inne und kandidierte bei der Wahl 2024 nicht erneut.

### Wappen
| Wappen von Caan | Blasonierung: „Durch eine blaue Wellenleiste geteilt, oben in Gold drei rote Adler, unten in Silber eine rote Kanne flankiert von zwei roten Eicheln.“ |
| Wappen von Caan | |

## Wirtschaft und Infrastruktur

### Verkehr
- Westlich der Gemeinde verläuft die B 413, die von Koblenz nach Hachenburg führt.
- Die A 48 mit der Anschlussstelle Höhr-Grenzhausen (AS 12) liegt acht Kilometer entfernt.
- Der nächstgelegene ICE-Halt ist der Bahnhof Montabaur an der Schnellfahrstrecke Köln–Rhein/Main.

## Sehenswürdigkeiten
- Marienkapelle, Kapelle im Ortskern
- Caaner Schweiz, Wanderroute entlang des Caanwiesenbach zum Sayntal
- siehe auch: Liste der Naturdenkmale in Caan